# Hyaragalale, Alur
Hyaragalale là một làng thuộc tehsil Alur, huyện Hassan, bang Karnataka, Ấn Độ.